# Čengdu J-7
Čengdu J-7 (kitajsko: 歼-7; izvozne verzije F-7; NATO oznaka: Fishbed; pinjin: Chengdu J-7) je kitajska licenčna verzija sovjetskega lovca Mikojan-Gurevič MiG-21. J-7 je bil v proizvodnji v obdobju 1965–2013 - precej dlje kot originalni MiG-21, katerega proizvodnja se je končala leta 1985. Zgradili so čez 2400 letal J-7, ki so jih izvozili v številne države. 

## Specifikacije (J-7MG)
Podatki iz Jane's All The World's Aircraft 2003–2004;Jackson 2003, pp. 75–76.
Splošne karakteristike
- Posadka: 1
- Dolžina: 14,8 m (48 ft 10 in)
- Razpon kril: 8,32 m (27 ft 3½ in)
- Višina: 4,11 m (13 ft 5½ in)
- Površina kril: 24,88 m² (267,8 ft²)
- Vitkost: 2,8:1
- Teža praznega letala: 5292 kg (11667 lb)
- Naložena teža: 7540 kg (16620 lb)
- Maks. vzletna teža: 9100 kg (20062 lb)
- Pogon letala: 1 × Lijang Vopen-13F turboreaktivni motor z dodatnim zgorevanjem
  - Potisk motorjev (suh): 44,1 kN (9921 lbf)
  - Potisk motorjev z dodatnim zgorevanjem: 64,7 kN (14550 lbf)

 Zmogljivost 
- Maks. hitrost: Mach 2,0 (2200 km/h (1189 vozlov, 1375 mph)) IAS
- Hitrost porušitve vzgona: 210 km/h (114 vozlov, 131 mph) IAS
- Bojni radij: 850 km (459 nmi, 528 milj)
- Največji doseg: 2200 km (1187 nmi, 1367 milj)
- Višina leta: 17500 m (57420 ft)
- Hitrost vzpenjanja: 195 m/s (38386 ft/min)

Oborožitev

- Strelno orožje: 2× 30 mm Type 30-1 topova, vsak s 60 naboji
- Nosilci za orožje: skupno 5: 4x podkrilini in 2x podtrupni s kapaciteto Največ 2000 kg[1]
- Rakete: 12x 55 mm ali 7x 90 mm nevodljivih raket
- Izstrelki: 

  - Rakete zrak-zrak: PL-2, PL-5, PL-7, PL-8, PL-9, K-13, Magic R.550, AIM-9

Letalska elektronika

- FIAR Grifo-7 mk.II radar